# Susan Griffin
Pour les articles homonymes, voir Griffin.
Susan Emily Griffin (née le 26 janvier 1943 à Los Angeles) est une essayiste poète, et dramaturge écoféministe américaine. 
En plus de son œuvre écrite, elle a co-écrit et narré le documentaire Berkeley in the Sixties (1990).

## Biographie
Née au milieu de la Seconde Guerre mondiale, Susan E. Griffin a été adoptée par la famille juive de l'artiste Morton Dimondstein à la mort de son père et réside en Californie depuis toujours. Ses ancêtres biologiques étaient d'origine écossaise, irlandaise, galloise et allemande. Proche des sierras et côtes californiennes, elle prend conscience de la protection de l'écologie dès son enfance. À l'après-guerre, elle se rend en Allemagne plusieurs fois pour réconcilier ses héritages juifs et allemands,. Elle visite notamment le camp de concentration de Dora, pour recueillir les expériences de ceux qui ont vécu le conflit directement,.
Elle étudie pendant deux ans à l'Université de Californie à Berkeley  puis à l'Université d'État de San Francisco où elle obtient, en 1965, un Bachelor of Arts (licence) en création littéraire suivi d'un Master of Arts, en 1973. Pour ces formations, elle est placée sous la tutelle de l'écrivaine Kay Boyle. Elle enseigne en tant que professeur adjoint à Berkeley ainsi qu'à l'Université Stanford et à California Institute of Integral Studies.

## Archives
Les manuscrits de Susan Griffin sont déposés à la bibliothèque de l’Institut Radcliffe de l'Université de Harvard.

## Philosophie
Résumant sa philosophie de l'écriture, Griffin a dit un jour aux auteurs contemporains: 
"En tant que femme, j'ai du mal à écrire de ma vie, à refléter toutes les difficultés, les colères, les joies de mon existence dans une culture qui tente de faire taire les femmes, ou qui le fait, de ne pas prendre notre travail, nos paroles ou nos vies au sérieux. En cela, je suis une femme chanceuse, à publier, à lire, à soutenir, et je vis au sein d'un mouvement culturel et social visant à nous libérer tous. Et à l'intérieur et aussi au-delà de tout cela, j'expérimente les transformations de mon âme à travers la parole sacrée, extatique, douloureusement née ou joyeusement faite. Je sais maintenant que jamais lorsque je commencerai à écrire, je ne saurai vraiment ce que deviendra ma vision ou comment elle le fera."

## Œuvres (1967- )

### Ouvrages
- (en-US) Voices : A Play, New York, Feminist Press, 1975, 164 p. (ISBN 9780912670423, lire en ligne),
- (en-US) Like The Iris Of An Eye, New York, Harper & Row, 1976, 152 p. (ISBN 9780060115135, lire en ligne),
- (en-US) Woman and Nature : The Roaring Inside Her, New York, HarperCollins Publishers, 1 janvier 1978, rééd. 28 novembre 1979, 292 p. (ISBN 9780060907440, lire en ligne)[10],
- (en-US) Pornography and Silence : Culture's Revenge Against Nature, New York, HarperCollins, 1981, rééd. 28 avril 1982, 292 p. (ISBN 9780060909154, lire en ligne)[11],
- (en-US) Made from This Earth : An Anthology of Writings, New York, Harper & Row, 1er janvier 1983, 356 p. (ISBN 9780060909956, lire en ligne),
- (en-US) Rape : The Politics of Consciousness, San Francisco, Harper & Row, 1er novembre 1986, 164 p. (ISBN 9780062503510, lire en ligne),
- (en-US) Unremembered Country : Poems, Port Townsend, État de Washington, Copper Canyon Press, 1er janvier 1987, 148 p. (ISBN 9781556590016, lire en ligne),
- (en-US) A Chorus of Stones : The Private Life of War, New York, Doubleday, 7 septembre 1992, 388 p. (ISBN 9780385418577, lire en ligne)[12],
- (en-US) The Eros of Everyday Life, New York, Doubleday, 1er août 1995, 266 p. (ISBN 9780385473903, lire en ligne),
- (en-US) Bending Home: New & Collected Poems, Port Townsend, État de Washington, Copper Canyon Press, 1er juin 1998, 250 p. (ISBN 9781556590870),
- (en-US) What Her Body Thought : A Journey Into the Shadows, San Francisco, HarperOne, 1er janvier 1999, 360 p. (ISBN 9780062514356, lire en ligne)[13],
- (en-US) The Book of the Courtesans : A Catalogue of Their Virtues, New York, Broadway Books, 2001, rééd. 10 septembre 2002, 296 p. (ISBN 9780767904513, lire en ligne),
- (en-US) Wrestling with the Angel of Democracy : On Being an American Citizen, Boston, Trumpeter (Random House), 2005, rééd. 8 avril 2008, 312 p. (ISBN 9781590302972, lire en ligne),
- (en-US) Karin Carrington & Susan Griffin (dir.), Transforming Terror : Remembering the Soul of the World, University of California Press, 2 mai 2011, 396 p. (ISBN 9780520269286, lire en ligne),

### Articles
- (en-US) « The Way of All Ideology », Signs, Vol. 7, No. 3,‎ printemps 1982, p. 641-660 (20 pages) (lire en ligne),
- (en-US) « Prayer for Continuation », New England Review and Bread Loaf Quarterly, Vol. 5, No. 4,‎ été 1983, p. 553-562 (10 pages) (lire en ligne),
- (en-US) « Thicket », The Kenyon Review, New Series, Vol. 16, No. 2,‎ printemps 1994, p. 130-157 (28 pages) (lire en ligne),

## Distinctions
En 1993, elle est finaliste au Prix Pulitzer et au prix du National Book Critics Circle pour A Chorus of Stones: the Private Life of War.
Boursière de la fondation MacArthur.
- 1963 : lauréate du prix Ina Coolbrith de poésie[15]
- 1975 : Prix Emmy pour Voices[réf. nécessaire]
- 1976 : obtention d'une bourse délivrée par le National Endowment for the Arts dans la catégorie création littéraire[16]
- 2009 : obtention d'une bourse délivrée par la Fondation John-Simon-Guggenheim dans la catégorie essais[17]
- 2016 : Prix Fred Cody de l'Association des critiques de livres de Californie du Nord pour l'ensemble de sa carrière